# عصام الشوالی
عصام الشوالی(osam alshavali)  (۲۵ سپتامبر ۱۹۷۰ در تونس) یکی از سرشناس‌ترین گزارشگران و مفسران عرب هست که اکنون در شبکه الجزیره ورزشی مشغول به فعالیت می‌باشند.
این گزارشگر توانمند عربی اهل کشور تونس در تولوز فرانسه به دنیا آمد.
عصام در سال ۱۹۹۸ اولین گزارش رسمی خود در جام باشگاه‌های اروپا، دیدار دو تیم رئال مادرید و اینترمیلان را گزارش کرد.
وی طرفدار همه جانبه رئال مادرید است.